# جفری لیتمن

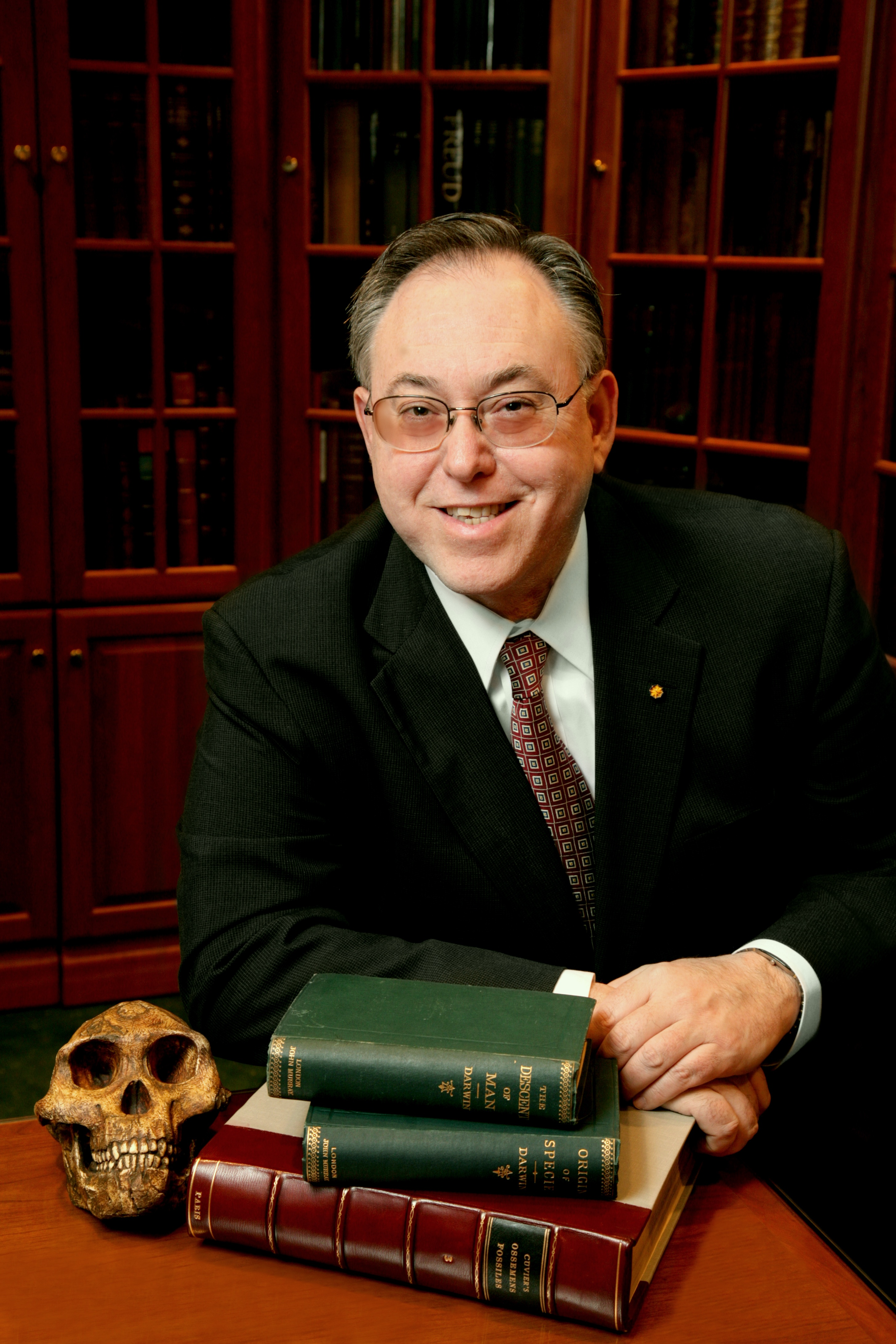
دکتر جفری لیتمن

جفری تاد لیتمن (به انگلیسی: Jeffrey Todd Laitman) کالبدشناس و مردم‌شناس فیزیکی اهل ایالات متحده است.
لیتمن به بررسی داده‌های تجربی، تطبیقی و دیرینه‌شناختی، برای تعیین نحوهٔ تکامل دستگاه تنفس فوقانی و مجرای صوتی انسان پرداخته‌است.
او استاد دانشکده پزشکی کوه سینا در شهر نیویورک است، که در آنجا استادی و مدیریت مرکز کالبدشناسی و ریخت‌شناسی کاربردی، استادی پزشکی گوش و حلق و بینی و آموزش پزشکی را برعهده دارد.